# Stainz
Stainz osztrák mezőváros Stájerország Deutschlandsbergi járásában. 2017 januárjában 8650 lakosa volt. 

## Elhelyezkedése

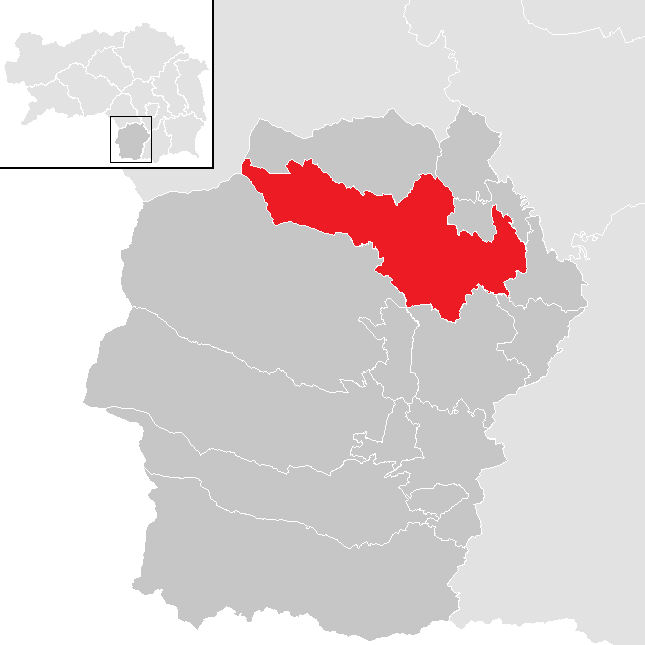
Stainz a Deutschlandsbergi járásban

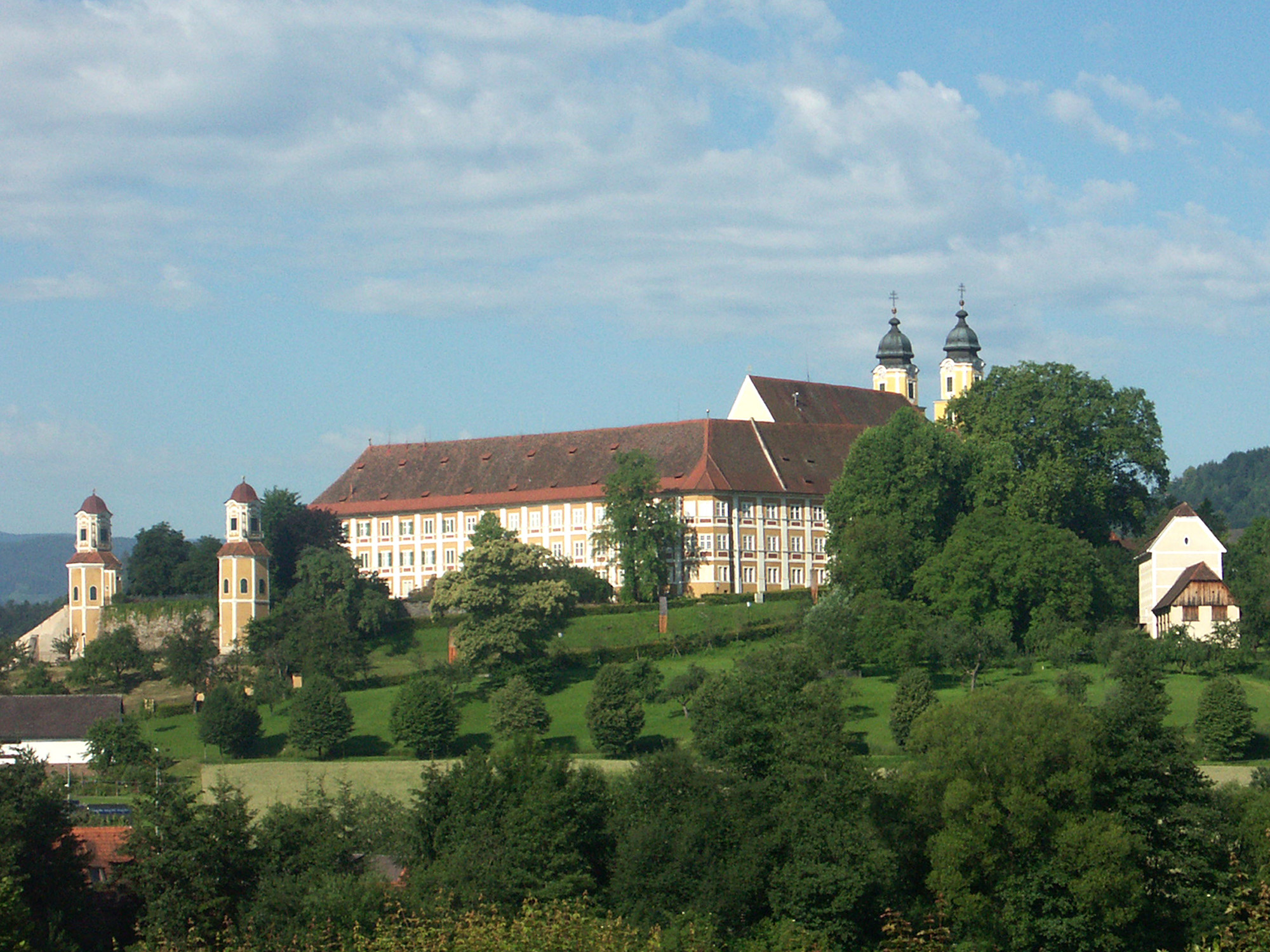
A stainzi kastély

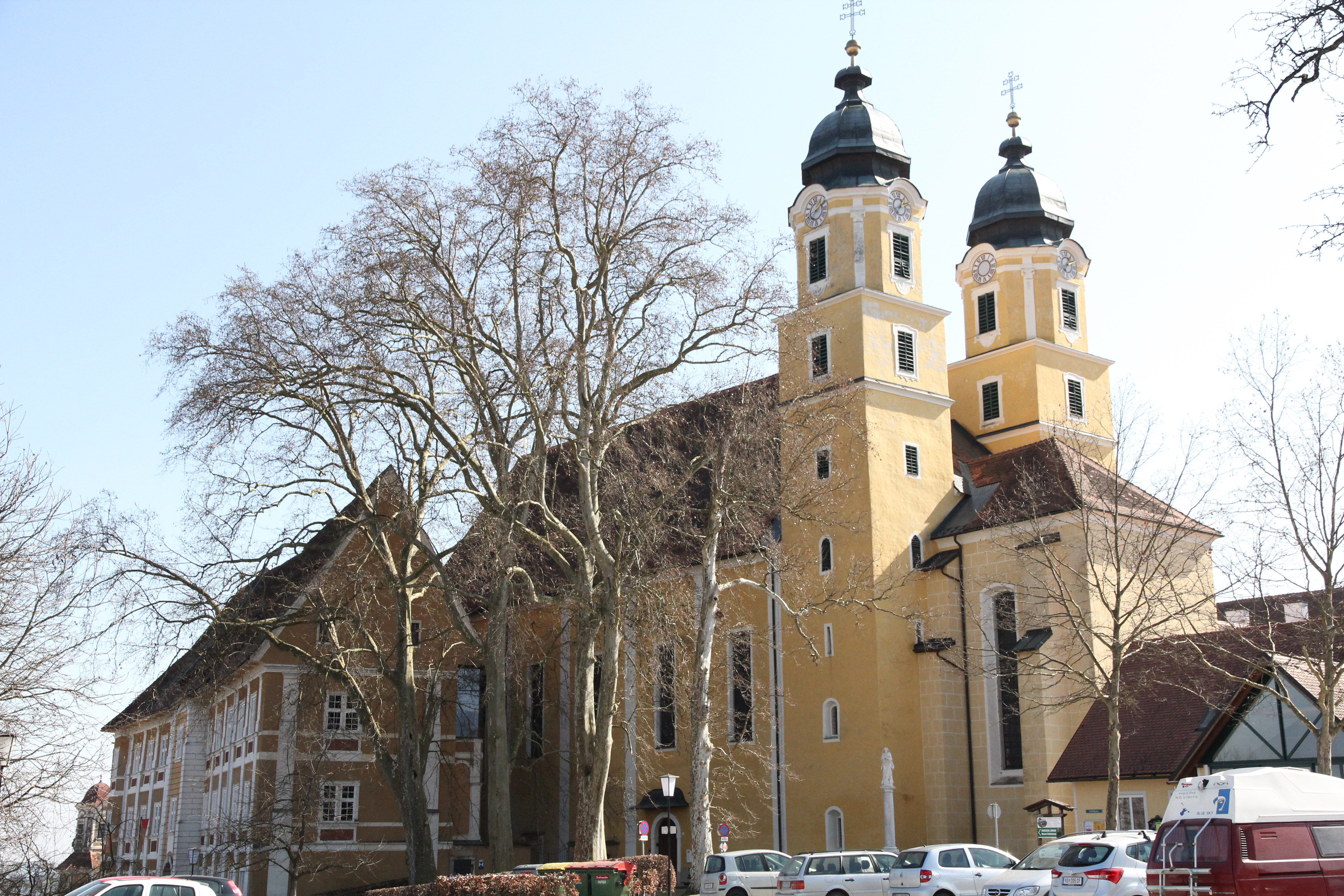
A Szt. Katalin-plébániatemplom (volt apátsági templom)

Stainz a tartomány déli részén fekszik Nyugat-Stájerország régiójában (ténylegesen Dél-Stájerországban) a Koralpe-hegység lábánál, a Stainzbach-patak mentén. Az önkormányzat 21 katasztrális községben 83 kisebb-nagyobb településrészt és falut fog össze.
A környező települések: északra Sankt Stefan ob Stainz, északkeletre Lannach és Sankt Josef, keletre Preding, délkeletre Wettmannstätten, délre Groß Sankt Florian, délnyugatra Deutschlandsberg, északnyugatra Edelschrott.

## Története
Stainz neve szláv eredetű, savanyú vizű forrást, patakot jelent. Területén rézkori és késő La Tène-kori rézolvasztó kohók nyomaira bukkantak. 
Neve először 1177-ben bukkan elő az írott forrásokban. 1218-ban már mezővárosi jogokat és saját törvényszéket kapott. Leuthold von Wildon 1229-ben ágostonos kolostort alapított a városban (egy legenda szerint azért, mert vadászat közben véletlenül megölt egy gyereket). 
A Lethkogel hegyen a 12. század végén megépült a Polan lakótorony, amely a Wildon-család csatlósainak tulajdonában volt. Egy 1247-es oklevélben szerepel is tanúként egy bizonyos Rudolf de Polan. 1440-ben a von Särl-, 1622-ben pedig a von Racknitz-család vált a város hűbérurává. 
A kolostort 1785-ben II. József bezáratta. A könyvtárat és egyéb értékeket Grazba szállították volna, de útközben egy baleset miatt elvesztek. 1840-ben János főherceg 250 ezer guldenért megvásárolta a kastélyt és a stainzi uradalmat; 1850-ben a főherceget választották az akkor 700 lakosú kisváros első polgármesterének. 
Az 1880-as években gyufagyár épült Stainzban, ám a helyiek nem szívesen dolgoztak az üzemben ezért a ma Szlovéniához tartozó Alsó-Stájerországból és Horvátországból toboroztak munkásokat. Az első világháború előtt 450-en dolgoztak a gyárban; ez az 1920-as évekre 178-re csökkent, majd 1927-ben az üzem bezárt. 
Az 1920-as évek végén és 30-as évek elején a gazdasági válság következtében Stainzban népszerűvé vált a náci párt. Az 1932-es helyhatósági választáson az NSDAP bejutott a városi tanácsba és a járási bíróságra. Amikor 1934 nyarán a szélsőjobboldal megpróbálta megdönteni az osztrák kormányt (ún. júliusi puccs), Stainz teljesen a párt befolyása alá került, a csendőrséget és a középületeket megszállták a fegyveres nácik. A csendőrségét vívott harcban hárman estek el: a csendőrparancsnok, egy Heimwehr-tag és egy NSDAP-tag. A puccs bukása után 117 főt tartóztattak le. 
Az 1938-as Anschlusst Stainzban lelkes ünneplés követte. A Német Birodalommal való egyesülést kimondó népszavazáson csak egy fő szavazott nemmel. Mutatja a város fontosságát a nemzetiszocialista mozgalom számára, hogy ide helyezték az NSDAP deutschlandsbergi körzetének központját; vezetője egy helyi fogorvos volt. 1938 végén a körzeti iroda Deutschlandsbergbe került.
2014-ben a stainzi járási bíróság beolvadt a deutschlandsbergibe. A 2015-ös stájerországi közigazgatási reform keretében az addig önálló Stallhof, Stainztal, Rassach, Marhof és Georgsberg községeket Stainzhoz csatolták.  

## Lakosság
A stainzi önkormányzat területén 2017 januárjában 8650 fő élt. A lakosság 1961 óta (akkor 7158 fő) folyamatosan gyarapodik. 2014-ben a helybeliek 96,2%-a volt osztrák állampolgár, a külföldiek közül 1,4% régi EU-tagállamból (2004 előtti), 1,5% új EU-tagállamból, 0,5% pedig Szerbiából, Boszniából vagy Törökországból érkezett. A munkanélküliség 2,4%-os volt.

## Látnivalók

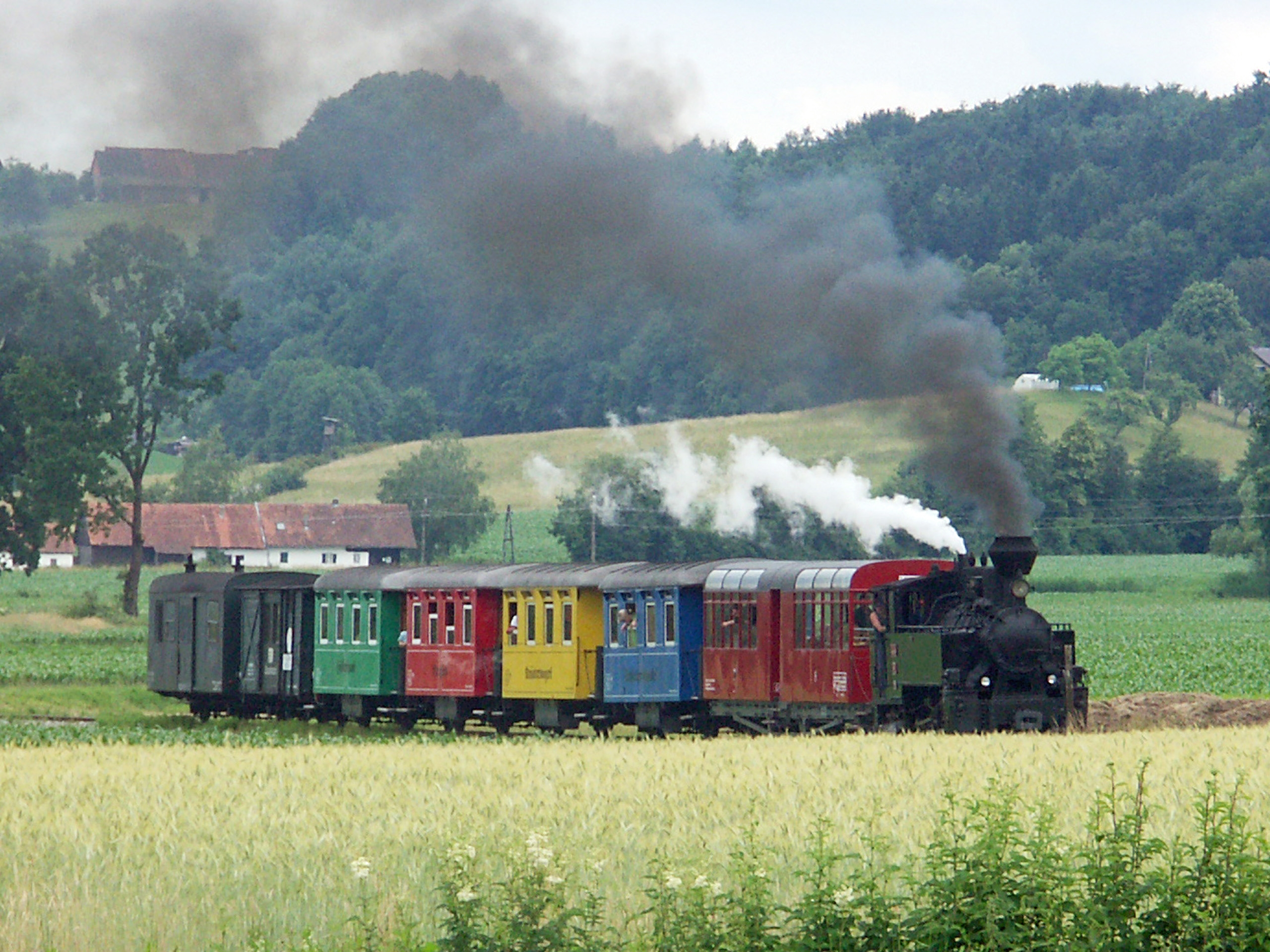
A Flascherlzug nosztalgiavonat

- a stainzi kastély a volt ágostonos kolostor épületéből lett átalakítva, amelyet 1229-ben alapítottak és 1785-ben II. József rendeletére szekularizáltak. 1840-ben János főherceg vásárolta meg. Ma leszármazottai, a von Meran család tulajdonában van. A kastélyban látogatható mezőgazdasági és vadászati kiállítás a grazi Joanneum múzeumhoz tartozik.
- Stainz ismert "Schilcher" vörösboráról és az építőiparban használatos "stainzi lemez" gneiszlapokról.
- a Szt. Katalin-plébániatemplom a kastélynál (volt apátsági templom)
- néprajzi múzeum (a 17. században épült, eredetileg magtárnak)
- az 1730 körül készült barokk Mária-szobor a főtéren
- Lasseldorf temploma
- Flascherlzug nosztalgiavonat

## Testvértelepülések
- Villány, Magyarország
- Scena, Olaszország

## Fordítás
- Ez a szócikk részben vagy egészben  a   Stainz című német Wikipédia-szócikk ezen változatának fordításán alapul.  Az eredeti cikk szerkesztőit annak laptörténete sorolja fel. Ez a jelzés csupán a megfogalmazás eredetét és a szerzői jogokat jelzi, nem szolgál a cikkben szereplő információk forrásmegjelöléseként.